# Ergodentheorie
Die Ergodentheorie ist ein Teilgebiet der Mathematik, das sowohl der Maßtheorie und Stochastik als auch der Theorie dynamischer Systeme zugeordnet wird. Die Ursprünge der Ergodentheorie liegen in der statistischen Physik. Der Name leitet sich von griechischen έργον ‚Werk‘ und όδος ‚Weg‘ ab. Einzelheiten des physikalischen Begriffs siehe Ergodizität.

## Vorbereitungen

Beispiel einer (Lebesgue-) maßerhaltenden Abbildung: mit

Man nennt zu einem Wahrscheinlichkeitsraum {\displaystyle (\Omega ,{\mathcal {A}},P)} eine messbare Abbildung {\displaystyle T} maßerhaltend, falls das Bildmaß von {\displaystyle P} unter {\displaystyle T} wieder {\displaystyle P} ist, d. h. {\displaystyle P(T^{-1}(A))=P(A)} für alle Mengen {\displaystyle A} aus der σ-Algebra {\displaystyle {\mathcal {A}}}. Entsprechend heißt das 4-Tupel {\displaystyle (\Omega ,{\mathcal {A}},P,T)} maßerhaltendes dynamisches System.
Eine Menge {\displaystyle A} heißt außerdem {\displaystyle T}-invariant, falls sie mit ihrem Urbild übereinstimmt, wenn also {\displaystyle T^{-1}(A)=A} gilt. Das Mengensystem aller {\displaystyle T}-invarianten Mengen {\displaystyle {\mathcal {I}}} bildet hierbei eine σ-Algebra. Analog dazu heißt eine Menge {\displaystyle B} quasi-invariant, falls die symmetrische Differenz der Menge mit ihrem Urbild bezüglich des Wahrscheinlichkeitsmaßes {\displaystyle P} eine Nullmenge bildet, also wenn gilt {\displaystyle P(B\triangle T^{-1}(B))=0}.

## Definition
Eine maßerhaltende Transformation heißt nun ergodisch, falls für alle {\displaystyle T}-invarianten Mengen {\displaystyle A} gilt, dass {\displaystyle P(A)\in \{0,1\}}. Die Mengen bilden also eine P-triviale σ-Algebra. Das 4-Tupel {\displaystyle (\Omega ,{\mathcal {A}},P,T)} bestehend aus Wahrscheinlichkeitsraum {\displaystyle (\Omega ,{\mathcal {A}},P)} und ergodischer maßerhaltender Abbildung {\displaystyle T} heißt dementsprechend ergodisches dynamisches System.
Neben dieser Definition gibt es eine Reihe äquivalenter Charakterisierungen. Falls {\displaystyle (\Omega ,{\mathcal {A}},P,T)} ein maßerhaltendes dynamisches System ist, dann sind folgende Aussagen äquivalent:
- {\displaystyle (\Omega ,{\mathcal {A}},P,T)} ist ergodisches maßerhaltendes System.
- Für jede quasi-invariante Menge {\displaystyle A\in {\mathcal {A}}} gilt entweder {\displaystyle P(A)=0\,} oder {\displaystyle P(A)=1\,}.
- Jede {\displaystyle {\mathcal {I}}}-messbare Funktion {\displaystyle f:\Omega \to \mathbb {R} } ist {\displaystyle P}-fast sicher konstant.
- Für alle {\displaystyle A,B\in {\mathcal {A}}} gilt: {\displaystyle \lim _{n\to \infty }{\frac {1}{n}}\sum _{k=0}^{n-1}P\left(A\cap T^{-k}(B)\right)=P(A)P(B)}.

## Anwendungen
Mathematisch gesehen stellt der birkhoffsche Ergodensatz für ergodische Maßtransformationen eine Variante des starken Gesetzes der großen Zahlen dar. Dabei können durchaus auch abhängige Zufallsvariablen betrachtet werden. Dasselbe gilt für den Lp-Ergodensatz.

## Beispiele ergodischer Abbildungen

### Rotation auf dem Einheitskreis
Betrachte das System {\displaystyle (\Omega ,{\mathcal {A}},P,T)} bestehend aus der Menge {\displaystyle \Omega =\mathbb {R} /\mathbb {Z} }, der Borel-σ-Algebra {\displaystyle {\mathcal {A}}={\mathcal {B}}(\Omega )}, dem Lebesguemaß {\displaystyle P=\lambda } und der Abbildung {\displaystyle T:\Omega \to \Omega ,\;x\mapsto x+\alpha {\bmod {1}}}. Dieses System ist für alle {\displaystyle \alpha \in \mathbb {R} } maßerhaltend. Es ist zudem genau dann ergodisch, wenn {\displaystyle \alpha } nicht rational ist, sprich wenn gilt {\displaystyle \alpha \in \mathbb {R} \setminus \mathbb {Q} }.

### Bernoulli-Shift
Auch beim Bernoulli-Shift handelt es sich um eine ergodische Abbildung: Betrachte den Grundraum der {\displaystyle 0}-{\displaystyle 1}-Folgen {\displaystyle \Omega =\{0,1\}^{\mathbb {N} }} mit zugehöriger Produkt-σ-Algebra {\displaystyle {\mathcal {A}}} und zugehörigem unendlichen Produktmaß {\displaystyle P} definiert durch {\displaystyle P_{i}(\{0\})=P_{i}(\{1\})={\frac {1}{2}}}. Bei der Bernoulli-Abbildung {\displaystyle T} handelt es sich um dem Linksshift auf dem Grundraum {\displaystyle \Omega }, das heißt {\displaystyle T} ist definiert als
{\displaystyle T:\{0,1\}^{\mathbb {N} }\to \{0,1\}^{\mathbb {N} },\;T(x)_{n}:=x_{n+1}}
Dann ist das 4-Tupel {\displaystyle (\{0,1\}^{\mathbb {N} },{\mathcal {A}},P,T)} ein ergodisches dynamisches System.

### Gauß-Abbildung
Sei der Grundraum {\displaystyle \Omega =[0,1]} und {\displaystyle {\mathcal {A}}={\mathcal {B}}([0,1])} die entsprechende Borelsche σ-Algebra. Definiere die Gauß-Abbildung {\displaystyle T} durch
{\displaystyle T:[0,1]\to [0,1],\;T(x):={\begin{cases}{\tfrac {1}{x}}{\bmod {1}}&x\neq 0\\0&x=0\end{cases}}}
Falls nun als Maß das Gaußmaß {\displaystyle {\text{v}}(A):={\tfrac {1}{\ln(2)}}\int _{A}\,{\tfrac {1}{1+x}}\,\mathrm {d} \lambda (x)}, {\displaystyle A\in {\mathcal {B}}([0,1])},  gewählt wird, so handelt es sich bei {\displaystyle ([0,1],{\mathcal {B}}([0,1]),T,v)} um ein ergodisches dynamisches System.

## Geschichte
Die heute als Ergodensatz bekannte Übereinstimmung von Zeit- und Raummittel (Proportionalität der Aufenthaltswahrscheinlichkeit zum Volumen eines räumlichen Gebiets) wurde 1877 von Boltzmann formuliert und von Birkhoff 1932 mathematisch bewiesen, wobei man für den mathematischen Beweis eine Nullmenge von Punkten ausschließen muss. Vor Birkhoff hatten bereits von Neumann und Hopf einen L2-Ergodensatz bewiesen. Den ersten Ergodizitätsbeweis in einer speziellen Situation fand 1924 Artin für den geodätischen Fluss auf der Modulfläche.
Neben ihrer ursprünglichen Herkunft aus der statistischen Physik hat Ergodentheorie heute Anwendungen in zahlreichen Gebieten der Physik und Mathematik bis hin zu Geometrie und Zahlentheorie.

### Historisch
- G. D. Birkhoff: Proof of the ergodic theorem, (1931), Proc Natl Acad Sci U S A, 17 S. 656–660. doi:10.1073/pnas.17.2.656 JSTOR:86016
- J. von Neumann: Proof of the Quasi-ergodic Hypothesis, (1932), Proc Natl Acad Sci USA, 18 S. 70–82. doi:10.1073/pnas.18.1.70 JSTOR:86165
- J. von Neumann: Physical Applications of the Ergodic Hypothesis, (1932), Proc Natl Acad Sci USA, 18 S. 263–266. doi:10.1073/pnas.18.3.263 JSTOR:86260
- E. Hopf: Statistik der geodätischen Linien in Mannigfaltigkeiten negativer Krümmung, (1939) Leipzig Ber. Verhandl. Sächs. Akad. Wiss. 91, S. 261–304.
- S. V. Fomin and I. M. Gelfand: Geodesic flows on manifolds of constant negative curvature, (1952) Uspehi Mat. Nauk 7 no. 1. S. 118–137.
- F. I. Mautner: Geodesic flows on symmetric Riemann spaces, (1957) Ann. of Math. 65 S. 416–431. JSTOR:1970054
- C. C. Moore: Ergodicity of flows on homogeneous spaces, (1966) Amer. J. Math. 88, S. 154–178. JSTOR:2373052

### Modern
- D. V. Anosov: Ergodic theory. In: Michiel Hazewinkel (Hrsg.): Encyclopedia of Mathematics. Springer-Verlag und EMS Press, Berlin 2002, ISBN 1-55608-010-7 (englisch, encyclopediaofmath.org [abgerufen am 30. Juli 2019]).
- Wladimir Igorewitsch Arnold, André Avez: Ergodic Problems of Classical Mechanics. W. A. Benjamin, New York 1968 (englisch).
- Leo Breiman: Probability. Society for Industrial and Applied Mathematics, 1992, ISBN 0-89871-296-3, Kap. 6 (englisch, Erstausgabe: Addison-Wesley, 1968).
- Peter Walters: An introduction to ergodic theory. Springer, New York 1982, ISBN 0-387-95152-0 (englisch).
- Tim Bedford, Michael Keane, Caroline Series (Hrsg.): Ergodic theory, symbolic dynamics and hyperbolic spaces. Oxford University Press, 1991, ISBN 0-19-853390-X (englisch).
- Joseph M. Rosenblatt, Máté Weirdl: Pointwise ergodic theorems via harmonic analysis. In: Karl E. Petersen, Ibrahim A. Salama (Hrsg.): Ergodic Theory and its Connections with Harmonic Analysis, Proceedings of the 1993 Alexandria Conference. Cambridge University Press, Cambridge 1995, ISBN 0-521-45999-0 (englisch).
- Manfred Einsiedler, Thomas Ward: Ergodic theory with a view towards number theory (= Graduate Texts in Mathematics. Band 259). Springer London, London 2011, ISBN 978-0-85729-020-5 (englisch).